# تپه ارمنی
تپه ارمنی مربوط به سدهٔ ۸–۶ ه.ق است و در شهرستان خوی، بخش مرکزی، دهستان فیرورق، روستای قریس واقع شده و این اثر در تاریخ ۲۵ آبان ۱۳۸۷ با شمارهٔ ثبت ۲۳۵۳۶ به‌عنوان یکی از آثار ملی ایران به ثبت رسیده است.